# Sommer-Paralympics 2000
Die XI. Sommer-Paralympics fanden vom 18. Oktober bis 29. Oktober 2000 im australischen Sydney statt.

## Teilnehmende Nationen
Insgesamt nahmen 122 Nationen teil. Hinzu kamen Athleten aus Osttimor, das damals unter der Verwaltung der UNTAET stand; sie traten auf Einladung des Internationalen Paralympischen Komitees als „unabhängige paralympische Teilnehmer“ an.
| - Ägypten - Algerien - Angola - Argentinien - Armenien - Aserbaidschan - Australien - Bahrain - Barbados - Belarus - Belgien - Benin - Bermuda - Bosnien und Herzegowina - Brasilien - Bulgarien - Burkina Faso - Chile - Volksrepublik China - Chinesisch Taipeh - Dänemark - Deutschland - Ecuador - Elfenbeinküste - Estland - Färöer - Fidschi - Finnland - El Salvador - Frankreich - Griechenland - Honduras - Hongkong - Indien - Indonesien - Irak - Iran - Irland - Island - Israel - Italien | - Jamaika - Japan - Jordanien - BR Jugoslawien - Kanada - Kambodscha - Kasachstan - Katar - Kenia - Kirgisistan - Kroatien - Kuba - Kuwait - Kolumbien - Laos - Lettland - Lesotho - Libanon - Libyen - Litauen - Macau - Malaysia - Madagaskar - Mali - Mauretanien - Mazedonien - Marokko - Moldau - Mexiko - Mongolei - Neuseeland - Niederlande - Nigeria - Norwegen - Österreich - Oman - Pakistan - Palästina - Panama - Papua-Neuguinea - Peru | - Philippinen - Polen - Portugal - Puerto Rico - Ruanda (1) - Rumänien - Russland - Sambia - Saudi-Arabien - Schweden - Schweiz - Sierra Leone - Simbabwe - Samoa - Singapur - Slowakei - Slowenien - Südkorea - Südafrika - Spanien - Sri Lanka - Syrien - Thailand - Tonga - Türkei - Turkmenistan - Tschechien - Tunesien - Uganda - Ukraine - Unabhängige Paralympische Teilnehmer - Ungarn - Uruguay - Vanuatu - Venezuela - Vietnam - Vereinigte Arabische Emirate - Vereinigte Staaten - Vereinigtes Königreich - Zypern |

Für Barbados, Benin, El Salvador, Kambodscha, Laos, Lesotho, Libanon, Madagaskar, Mali, Mauritanien, Mongolei, Palästina, Ruanda, Samoa, Turkmenistan, Vanuatu und Vietnam war es die erste Teilnahme an Paralympischen Spielen.

## Sportarten

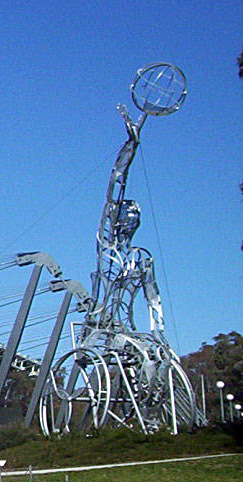
The Paralympic Basketballer (1998) von Dominique Sutton im Olympic Park Sydney im Jahr 2000 (heute vor dem Australian Institute of Sport in Canberra)

In den folgenden 18 Sportarten wurden Medaillen vergeben. Zusätzlich fand ein Wettbewerb für Männer im Basketball statt (Basketball ID), in dem geistig Behinderte (Intellectual disabilities) teilnahmen.
- Basketball ID
- Boccia
- Bogenschießen
- 7er-Fußball
- Goalball
- Judo
- Leichtathletik
- Powerlifting
- Radsport
- Reiten
- Rollstuhlbasketball
- Rollstuhlfechten
- Rollstuhlrugby
- Rollstuhltennis
- Schießen
- Schwimmen
- Segeln
- Tischtennis
- Volleyball

## Erfolge der deutschen Mannschaft
Die deutschen Sportler errangen 16 Gold-, 41 Silber- und 38 Bronzemedaillen und belegten mit 95 Medaillen den 10. Platz im internationalen Vergleich. Wieder einmal wurde festgestellt, dass andere Staaten wie Australien, Großbritannien oder Spanien weiter fortgeschritten sind in der Professionalisierung des Behindertensportes als Deutschland.
Bernd Vogel erhielt nachträglich die Goldmedaille im Gewichtheben, weil Gundus Ismailow aus Aserbaidschan wegen Dopings der Sieg in der Klasse bis 90 Kilogramm aberkannt wurde. Für ihre besonderen Verdienste bei der Überwindung ihrer Behinderung durch den Sport erhielt Martina Willing (Brandenburg) den Whang Youn Dai Achievement Award, eine Medaille aus 75 Gramm purem Gold. Die erfolgreichste Athletin war die Schwimmerin Annke Conradi. Sie gewann eine Gold- und drei Silbermedaillen. Die Schwimmerin Kay Espenhayn gewann mit fünf zweiten Plätzen die meisten Medaillen.

## Herausragende Sportler
- Heidi Andreasen (Färöer) – vier Medaillen im Schwimmen

## Höhepunkte
Die erste Goldmedaille im Rollstuhlrugby gewannen die USA, die in einem spannenden Finale Australien mit 32:31 besiegten. Der beinamputierte US-Schwimmer Jason Wening setzte seine Siegesserie (seit 1991) über 100 m Freistil fort und gewann mit einem Weltrekord Gold. Die Britin Tanni Grey-Thompson gewann in den vier Rollstuhl-Rennen über 100 m, 200 m, 400 m und 800 m Gold. Jianxin Bian aus China und Fatma Omar aus Ägypten gewannen die ersten Goldmedaillen im Powerlifting der Frauen.
Die stark sehbehinderte Läuferin Marla Runyan aus den USA startete auch bei den Spielen der Nichtbehinderten und erreichte über 1500 m das Finale, in dem sie den achten Rang belegte.

## Skandal um spanische Teilnehmer
Wenige Wochen nach Beendigung der Spiele kamen Betrugsvorwürfe gegenüber Spanien auf. Carlos Ribagorda, Mitglied der spanischen Basketballmannschaft, die durch einen 87:63-Sieg über Russland die Goldmedaille gewonnen hatte, äußerte gegenüber dem spanischen Magazin Captal, dass bei mehreren Athleten seines Landes keine körperliche oder geistige Beeinträchtigung vorgelegen hätte. Der spanische Verband für Sportler mit geistigen Beeinträchtigungen (FEDDI) habe bewusst Athleten ohne eine entsprechende Beeinträchtigung ausgewählt. Neben neun Basketballspielern umfasste der Vorwurf auch mehrere Teilnehmer in den Disziplinen Schwimmen, Leichtathletik und Tischtennis; insgesamt fünf Medaillen wären durch diesen Betrug gewonnen worden.
In seinen Untersuchungen stellte das Internationale Paralympische Komitee (IPC) fest, dass das Spanische Paralympische Komitee (CPE) die vorgeschriebenen medizinischen Untersuchungen zur Feststellung einer verminderten Intelligenz nicht durchgeführt hatte. Zehn der zwölf siegreichen Basketballspieler wurden als „nicht beeinträchtigt“ eingestuft. Fernando Martin Vicente, Präsident des FEDDI und Vizepräsident des CPE, der die Vorwürfe zunächst bestritten hatte, trat noch vor Bekanntgabe der Ermittlungsergebnisse zurück. Das spanische Basketballteam wurde nachträglich disqualifiziert.
Das IPC kündigte seinerseits an, vorläufig auf Wettbewerbe verzichten zu wollen, an denen Sportler mit geistigen Beeinträchtigungen hätten teilnehmen können, da man keine sichere Einstufung der Beeinträchtigung gewährleisten könne.